# Rain (Sun Eats Hours)
Rain è il quarto singolo del gruppo musicale italiano Sun Eats Hours, estratto dallo split di cover Metal Addiction. Si tratta di una rivisitazione in chiave punk del singolo dei Cult Rain. La canzone sarà inclusa nella raccolta 20, pubblicata come The Sun.

## Tracce
Testi e musiche di Francesco Lorenzi.
1. Rain (cover dei The Cult) – 4:09

## Video musicale
Il videoclip del brano è stato diretto da Stefano Bertelli. Il video è stato girato all'Arsenale di Venezia il 22 ottobre 2006 e l'animazione 3D è stata curata da Darkside Studio. Il videoclip è entrato in rotazione su All Music già dai primi mesi del 2007. È poi circolato su Rock TV e Match Music.
Nel DVD di Ten Years sono presenti il videoclip e un dietro le quinte dello stesso.

## Formazione
- Francesco "The President" Lorenzi – voce, chitarra
- Matteo "Lemma" Reghelin – basso, cori
- Riccardo "Trash" Rossi – batteria
- Gianluca "Boston" Menegozzo – chitarra, cori